# Schamrock – Festival der Dichterinnen

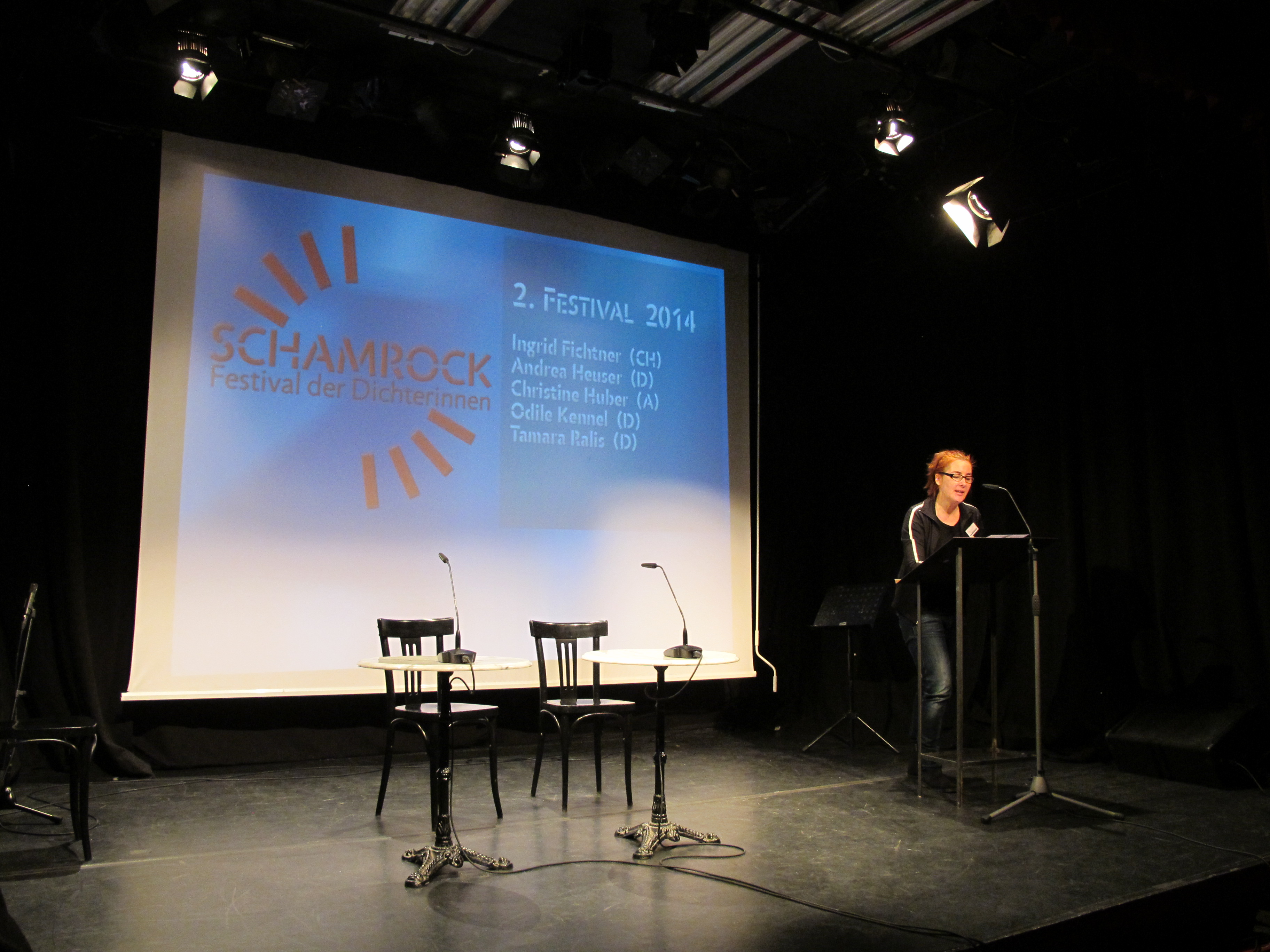
Augusta Laar moderiert beim Schamrock Festival 2014 in der Pasinger Fabrik

Das Schamrock – Festival der Dichterinnen ist das einzige internationale Festival für Lyrikerinnen. Das erste Festival fand 2012 in München statt. Es wird seither als Biennale fortgeführt. Ende Oktober 2014 wurde das zweite und Ende Oktober 2016 das dritte Festival in Wien und München veranstaltet. Seit 2017 finden zusätzlich in den Jahren zwischen den Hauptfestivals ein Filmfestival und andere Veranstaltungen statt.

## Geschichte
Seit 2009 gibt es in München in der Pasinger Fabrik die regelmäßige Lesereihe „Schamrock – Salon der Dichterinnen“. Hervorgegangen ist das Festival ursprünglich aus dem Schamrock‑Salon der Dichterinnen. Thematisiert und erörtert wird in Lesungen, Performances und Diskussionen unter anderem, wie sich Frauen mit ihren Werken erfolgreich im Literaturbetrieb positionieren können. Vom Erfolg der Reihe ermutigt, plante Augusta Laar gemeinsam mit Alma Larsen und Sarah Ines Struck für 2012 ein internationales Festival mit Lesungen und Performances.

## Fördernde Organisationen
Das Festival wird von nationalen und internationalen Institutionen gefördert: dem Kulturreferat der Stadt München, dem Bayerischen Staatsministerium für Wissenschaft, Forschung und Kunst, dem Bezirk Oberbayern, von der Schweizer Kulturstiftung Pro Helvetia, der Stiftung Lyrik Kabinett, der GEDOK München, der Südtiroler Autorenvereinigung, der Finnish Literature Exchange, vom Österreichischen Generalkonsulat München und dem Österreichischen Kulturforum Berlin.

## 1. Festival 2012
Friederike Mayröcker sandte dem Festival als Unterstützung eine Gruszbotschaft: „Ich bin hingerissen in eurer Mitte“.
Das Festival dauerte drei Tage und fand in der Pasinger Fabrik statt. Neben Lesungen wurde ein Schreibworkshop mit Birgit Kempker angeboten und Performances von Augusta Laar und Kunst oder Unfall schlossen die ersten beiden Tage ab.
Die Presse nahm das 1. Festival 2012 positiv auf. Es wurde unter anderem in der Süddeutschen Zeitung mehrmals mit Beiträgen gewürdigt.

## 2. Festival 2014
Das 2. Festival 2014, an dem über 50 Dichterinnen aus 13 Ländern teilnahmen, fand im Oktober 2014 statt. Zum Programm gehörten Lesungen am 20. Oktober in Wien und vom 24.–26. Oktober in München. Das Festival begann mit einem Filmfest im Werkstattkino in München vom 03.–05. Oktober. Zusätzlich gab es am 17. Oktober eine Veranstaltung mit dem Titel Mann sucht Frau. Wiener Männer lesen Gedichte von Frauen.

## 3. Festival 2016
Länderschwerpunkte des 3. Festivals 2016 waren Griechenland, Indonesien, Lettland und Indien. Über 50 Dichterinnen aus 17 Ländern und verschiedenen Generationen suchten den Austausch miteinander und mit dem Publikum. Zum Teil lasen die Frauen ihre Texte in ihrer Landessprache, Übersetzungshilfen ins Deutsche oder Englische wurden gegeben.
Das Goethe-Institut gliederte sein Projekt Poets Translating Poets – Versschmuggel aus Südasien dem Festival an: Deutsche Lyrikerinnen wie Ulrike Draesner arbeiteten zusammen mit indischen Kolleginnen wie Aruna Dhere an Übersetzungen. Auch Grenzüberschreitungen hin zu anderen Künsten, speziell zur Musik, wurden geboten.

## Publikation
- Laar, Augusta; Larsen, Alma; Struck, S. I. (Hg.) hingerissen in eurer Mitte. Schamrock-Festival der Dichterinnen 2012 (Anthologie), 160 S., edition Monacensia, Allitera Verlag, München [2013]. ISBN 978-3-86906-539-7 Leseprobe

## Bekannte Teilnehmerinnen
- Lydia Daher (2012)
- Tanja Dückers (2012)
- Karin Fellner (2012)
- Limpe Fuchs (2016)
- Nora Gomringer (2014)
- Martina Hefter (2012)
- Ruth Klüger (2012)
- Swantje Lichtenstein (2012)
- Lydia Lunch (2016)
- Friederike Mayröcker (2014)
- Ilma Rakusa (2012)
- Marlene Streeruwitz (2012)